# Mont-Saint-Sulpice
Mont-Saint-Sulpice est une commune française située dans le département de l'Yonne en région Bourgogne-Franche-Comté.
Ses habitants sont appelés les Montois.

## Géographie
Le village est situé sur une colline entre la vallée du Serein et la vallée de l'Armançon entre les villages de Brienon et Hauterive.

### Climat
Pour des articles plus généraux, voir Climat de la Bourgogne-Franche-Comté et Climat de l'Yonne.
En 2010, le climat de la commune est de type climat océanique dégradé des plaines du Centre et du Nord, selon une étude du Centre national de la recherche scientifique s'appuyant sur une série de données couvrant la période 1971-2000. En 2020, Météo-France publie une typologie des climats de la France métropolitaine dans laquelle la commune est exposée à un climat océanique altéré et est dans la région climatique  Lorraine, plateau de Langres, Morvan, caractérisée par un hiver rude (1,5 °C), des vents modérés et des brouillards fréquents en automne et hiver. 
Pour la période 1971-2000, la température annuelle moyenne est de 10,7 °C, avec une amplitude thermique annuelle de 16,2 °C. Le cumul annuel moyen de précipitations est de 741 mm, avec 12 jours de précipitations en janvier et 7,6 jours en juillet. Pour la période 1991-2020, la température moyenne annuelle observée sur la station météorologique de Météo-France la plus proche, « Ligny-le-Châtel », sur la commune de Ligny-le-Châtel à 11 km à vol d'oiseau, est de 11,5 °C et le cumul annuel moyen de précipitations est de 772,9 mm. 
La température maximale relevée sur cette station est de 40,7 °C, atteinte le 7 août 2003 ; la température minimale est de −22 °C, atteinte le 16 janvier 1985,,. 
Les paramètres climatiques de la commune ont été estimés pour le milieu du siècle (2041-2070) selon différents scénarios d'émission de gaz à effet de serre à partir des nouvelles projections climatiques de référence DRIAS-2020. Ils sont consultables sur un site dédié publié par Météo-France en novembre 2022.

## Urbanisme

### Typologie
Au 1er janvier 2024, Mont-Saint-Sulpice est catégorisée bourg rural, selon la nouvelle grille communale de densité à sept niveaux définie par l'Insee en 2022.
Elle est située hors unité urbaine. Par ailleurs la commune fait partie de l'aire d'attraction d'Auxerre, dont elle est une commune de la couronne,. Cette aire, qui regroupe 104 communes, est catégorisée dans les aires de 50 000 à moins de 200 000 habitants,.

### Occupation des sols
L'occupation des sols de la commune, telle qu'elle ressort de la base de données européenne d’occupation biophysique des sols Corine Land Cover (CLC), est marquée par l'importance des territoires agricoles (70 % en 2018), une proportion sensiblement équivalente à celle de 1990 (70,7 %). La répartition détaillée en 2018 est la suivante : 
terres arables (66,1 %), forêts (26,9 %), zones urbanisées (3,2 %), zones agricoles hétérogènes (2,3 %), prairies (1,6 %). L'évolution de l’occupation des sols de la commune et de ses infrastructures peut être observée sur les différentes représentations cartographiques du territoire : la carte de Cassini (XVIIIe siècle), la carte d'état-major (1820-1866) et les cartes ou photos aériennes de l'IGN pour la période actuelle (1950 à aujourd'hui).

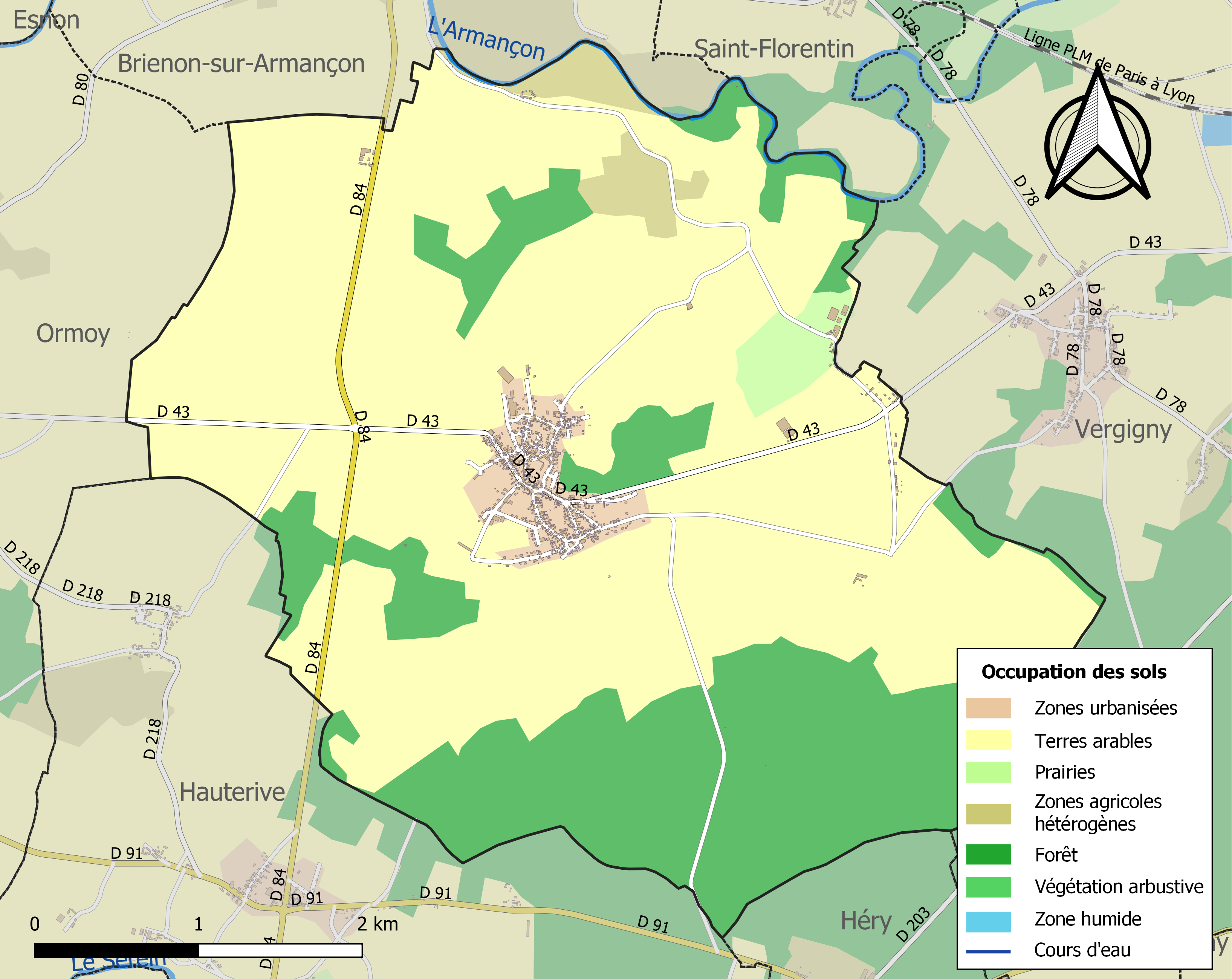
Carte des infrastructures et de l'occupation des sols de la commune en 2018 (CLC).

## Histoire
Rattaché à l'abbaye de Saint-Germain d'Auxerre dès le IXe siècle. Les barons de Seignelay y possédèrent des droits importants au XIIe. Du XVIe siècle à 1715, c'est la maison d'Estampes, dont le représentant le plus connu est Jacques d'Estampes, maréchal de la Ferté-Imbault, serviteur de Louis XIII et de Richelieu. Le village passa ensuite aux mains des Montmorency.
Il doit son nom à sa situation sur le sommet d'une colline (mont) et à Saint Sulpice, l'évêque de Bourges qui s'y serait arrêté en 615 en se rendant au concile de Reims.
Sur la commune, on peut voir des vestiges de la voie d'Agrippa. Des sarcophages mérovingiens y ont été découverts et sont visibles au musée d'Auxerre.
La Fontaine de La Douée (et son lavoir) est source de superstitions.

## Politique et administration
| Période   | Période   | Identité         | Étiquette | Qualité |
| --------- | --------- | ---------------- | --------- | ------- |
|           |           |                  |           |         |
| Mars 2001 | Mars 2014 | Robert Deplanque |           |         |
| Mars 2014 | En cours  | Jacky Jussot     |           |         |

## Démographie
L'évolution du nombre d'habitants est connue à travers les recensements de la population effectués dans la commune depuis 1793. Pour les communes de moins de 10 000 habitants, une enquête de recensement portant sur toute la population est réalisée tous les cinq ans, les populations de référence des années intermédiaires étant quant à elles estimées par interpolation ou extrapolation. Pour la commune, le premier recensement exhaustif entrant dans le cadre du nouveau dispositif a été réalisé en 2007.

En 2022, la commune comptait 783 habitants, en évolution de −2,37 % par rapport à 2016 (Yonne : −1,95 %, France hors Mayotte : +2,11 %).
| 1793  | 1800  | 1806  | 1821  | 1831  | 1836  | 1841  | 1846  | 1851  |
| ----- | ----- | ----- | ----- | ----- | ----- | ----- | ----- | ----- |
| 1 155 | 1 164 | 1 356 | 1 258 | 1 399 | 1 478 | 1 483 | 1 568 | 1 600 |

| 1856  | 1861  | 1866  | 1872  | 1876  | 1881  | 1886  | 1891  | 1896  |
| ----- | ----- | ----- | ----- | ----- | ----- | ----- | ----- | ----- |
| 1 528 | 1 503 | 1 452 | 1 342 | 1 310 | 1 236 | 1 188 | 1 120 | 1 091 |

| 1901 | 1906 | 1911 | 1921 | 1926 | 1931 | 1936 | 1946 | 1954 |
| ---- | ---- | ---- | ---- | ---- | ---- | ---- | ---- | ---- |
| 999  | 905  | 856  | 758  | 732  | 684  | 658  | 650  | 662  |

| 1962 | 1968 | 1975 | 1982 | 1990 | 1999 | 2006 | 2007 | 2012 |
| ---- | ---- | ---- | ---- | ---- | ---- | ---- | ---- | ---- |
| 601  | 564  | 598  | 709  | 768  | 807  | 781  | 777  | 816  |

| 2017 | 2022 | - | - | - | - | - | - | - |
| ---- | ---- | - | - | - | - | - | - | - |
| 795  | 783  | - | - | - | - | - | - | - |

## Lieux et monuments
La commune possède une église remarquable.
Selon l'Abbé Cornat * qui cite la notice de M. Tarbé, la fondation de l'église de Mont-Saint-Sulpice semble remonter au Xe siècle : "On rapporte qu'une demoiselle de Lamark, dame de ce lieu, pour réparer les offenses commises envers Dieu par Raoul, fils de Richard duc de Bourgogne, 32e roi de France et qui mourut à Auxerre l'an 936, entreprit de faire construire cette église à ses frais, et vint à mourir lorsqu'il n'y avait encore que le chœur de bâti."
L'église se divise donc en deux parties bien distinctes* : la partie supérieure (le chœur et l'abside), qui date du milieu du XVIe siècle, et la partie inférieure, qui a été édifiée en 1830 sur les ruines de la vieille église romane mentionnée ci-dessus.

## Personnalités liées à la commune
Dom Robinet, né à Seignelay, religieux du monastère de Chalis puis procureur de l'abbaye de Pontigny, a écrit le Cartulaire de l'abbaye de Pontigny.
L'auteur et metteur en scène Étienne de Balasy y possède une maison de campagne.
Prosper Lafaye, né Prosper Lafaist le 23 septembre 1806 au Mont-Saint-Sulpice et mort le 3 mars 1883 à Paris, est un artiste-peintre de la Cour de Louis-Philippe, dessinateur et maître-verrier français. Son frère cadet, Benjamin Lafaye, également né au Mont-Saint-Sulpice le 6 juillet 1809 et mort à Aix-en-Provence le 5 janvier 1867, est un philologue et professeur de philosophie, qui termina sa carrière comme doyen de la Faculté des lettres d'Aix.

## Jumelages
- Baulmes (Suisse)

## Pour approfondir